# Liste du patrimoine immobilier classé de Chiny
Cette page regroupe l'ensemble du patrimoine immobilier classé de la ville belge de Chiny.
| Objet | Année de construction / Architecte | Adresse               | Section communale | Coordonnées                      | Numéro d’inventaire | Illustration                                                       |
| --- | ---------------------------------- | --------------------- | ----------------- | -------------------------------- | ------------------- | ------------------------------------------------------------------ |
| Partie du trajet de la descente en barquettes entre les rochers du Hat, du Rehat et des Rousses (+ FLORENVILLE/Lacuisine)                                                                                        |                                    |                       |                   | 49° 44′ 36″ nord, 5° 19′ 05″ est | 85007-CLT-0001-01   | Image manquanteTéléverser                                          |
| Terrains formant extension de l'ensemble constitué par le moulin à eau du Pont Saint-Nicolas et ses abords |                                    |                       |                   | 49° 44′ 20″ nord, 5° 21′ 05″ est | 85007-CLT-0002-01   | Image manquanteTéléverser                                          |
| Église Saint-Pierre (M) de Jamoigne et ensemble formé par l'église et les terrains environnants (S) |                                    |                       |                   | 49° 41′ 51″ nord, 5° 25′ 18″ est | 85007-CLT-0003-01   | Église Saint-Pierre de Jamoigne et terrains environnants           |
| Maison sise au lieu-dit La Baronnie (façades et toitures des bâtiments) et les murs de clôture qui ferment la propriété, rue Saint-Pierre, n°19 (M) et le terrain situé à l'intérieur de ces murs de clôture (S) |                                    | rue Saint-Pierre n°19 |                   | 49° 41′ 44″ nord, 5° 25′ 20″ est | 85007-CLT-0004-01   | Image manquanteTéléverser                                          |
| Vieux calvaire |                                    | Rue d'Arlon           |                   | 49° 41′ 30″ nord, 5° 27′ 00″ est | 85007-CLT-0005-01   | Image manquanteTéléverser                                          |
| Lavoir de Fresnois (façades et toiture), ainsi que les bacs |                                    | Rue d'Arlon           |                   | 49° 41′ 30″ nord, 5° 27′ 02″ est | 85007-CLT-0007-01   | Image manquanteTéléverser                                          |
| Lavoir de Valansart (façades et toiture), ainsi que les bacs |                                    | Rue du Mémartinet     |                   | 49° 41′ 07″ nord, 5° 25′ 09″ est | 85007-CLT-0008-01   | Image manquanteTéléverser                                          |
| Lavoir situé à Prouvy, y compris les deux abreuvoirs flanquant le côté ouest |                                    | Rue de la Fontaine    |                   | 49° 41′ 08″ nord, 5° 26′ 16″ est | 85007-CLT-0009-01   | Image manquanteTéléverser                                          |
| Lavoir situé ans l'axe de la Grand'Rue, actuellement rue de la Centenaire |                                    |                       |                   | 49° 41′ 46″ nord, 5° 24′ 59″ est | 85007-CLT-0010-01   | Image manquanteTéléverser                                          |
| Charme sis rue Cornisselle, la haie qui le jouxte et les abords |                                    | Rue Cornisselle       |                   | 49° 44′ 24″ nord, 5° 19′ 55″ est | 85007-CLT-0012-01   | Image manquanteTéléverser                                          |
| Lavoir sis à Izel, à l'angle des rues de la Fontaine et des Combattants (actuellement rue des Chasseurs Ardennais)                                                                                               |                                    | Izel                  |                   | 49° 41′ 38″ nord, 5° 22′ 33″ est | 85007-CLT-0013-01   | Image manquanteTéléverser                                          |
| L'église Saint-Pierre d’Izel et mur du cimetière (M) et ensemble formé par les environs immédiats (S) |                                    |                       |                   | 49° 41′ 41″ nord, 5° 22′ 23″ est | 85007-CLT-0014-01   | Église Saint-Pierre d’Izel, mur du cimetière et environs immédiats |
| Ferme Belle-Vue (façades et toitures) |                                    | Rue de la Chavée n°6  |                   | 49° 41′ 39″ nord, 5° 25′ 15″ est | 85007-CLT-0017-01   | Image manquanteTéléverser                                          |
| Potale Sainte-Gertrude, au lieu-dit Thiryfays |                                    |                       |                   | 49° 42′ 41″ nord, 5° 21′ 01″ est | 85007-CLT-0018-01   | Image manquanteTéléverser                                          |
| Certaines parties du château néogothique du Faing |                                    |                       |                   | 49° 41′ 40″ nord, 5° 24′ 40″ est | 85007-CLT-0019-01   | Certaines parties du château néogothique du Faing                  |